# クォーターパウンダー
クォーターパウンダー (The Quarter Pounder) は、ファストフードチェーン・マクドナルドの商品のひとつ。「1/4ポンドのバーガーパティを使ったハンバーガー」という意味。ビッグマックと並ぶマクドナルドの中核商品のひとつではあるが、必ずしも全ての国のチェーン店舗で発売されているわけではない。

## 概要
バーガーパティは、調理前の重量が1/4ポンド（113.4グラム）調理後は82グラムある牛肉製のものを使用、チーズ・ピクルス・玉ねぎを添え、ケチャップとマスタードで味付けがなされている。
ヤード・ポンド法の度量衡（単位）を使っておらずポンド（パウンド）という単位になじみがない国々などでは、同一商品が「ハンバーガー・ロイアル」「マックロイアル」などと呼ばれている場合もある。フランスでは、クォーターパウンダーwithチーズは「ロイアルチーズ」が正式名称とされている。アラブ首長国連邦の店舗に至っては「クォーターパウンダー」と「マックロイアル」が併売されているなど、多少の混乱もみられる。

## 歴史
1971年から1972年にかけてカリフォルニア州フリーモントの店舗でテスト販売が行われ、1973年からアメリカ合衆国内のチェーン店でのレギュラーメニューとされた。チーズ入りのものとチーズなしのものが存在するが、チーズ入りのものの方がはるかに一般的である。
なお、「1/4パウンドの肉を使ったハンバーガー」は、別段マクドナルドの限定商品ではなく、比較的一般的なものであり、他の多くのハンバーガー店も販売している。「クォーターパウンダー」はアメリカ合衆国内ではマクドナルドの商標として登録されているものの、他国ではそうとは限らず、たとえば英国のウィンピーチェーンなどのように「クォーターパウンダー」という名のハンバーガーが売られている場合がある。

## バリエーション
マクドナルドのクォーターパウンダーには、国別に多様なバリエーションがある。
ダブル・クォーターパウンダー
ニュージーランドや日本で販売されていた、クォーターパウンダー用ミートパティを2枚使ったハンバーガー。肉は227グラム（1/2ポンド）となる。
ベーコン・クォーターパウンダー
イギリスで販売されているバージョンで、ベーコンが追加されている。
マックフィースト
オーストラリアやデンマークで販売されているバージョンで、マヨネーズ味となっている。

## 日本での販売

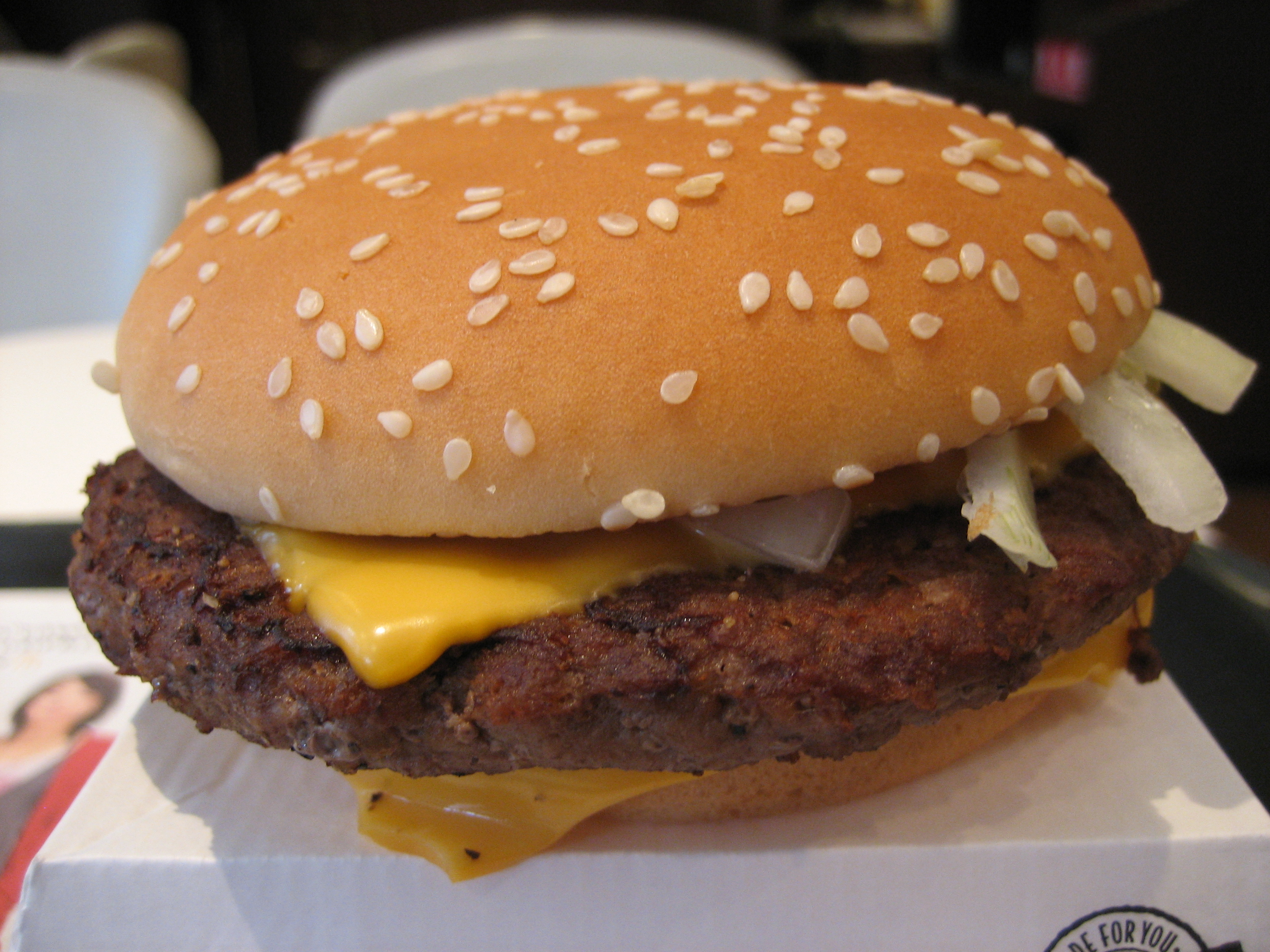
日本マクドナルドで販売されていたクォーターパウンダー

日本マクドナルドでは、1978年4月 にクォーターパウンダー及びチーズクォーターパウンダーが新製品として導入されたが、1983年5月にダブルバーガー及びダブルチーズバーガーが発売された代わりに正式メニューから姿を消した。
その後は沖縄県、佐世保市、大和市、綾瀬市（厚木基地）など、米軍基地内や周辺地域の一部店舗でのみ取り扱われていたが、2003年、東京都の一部店舗において期間限定メニューとして復活した。クォーターパウンダーの他に、ダブルチーズクォーターパウンダー、BBQクォーターパウンダーが発売された。これらバリエーションの2品目は、店舗によってどちらか一方がメニューに入った。ダブルチーズクォーターパウンダーが東急蒲田店・西新宿店・池袋店等で、BBQクォーターパウンダーが東京駅店・秋葉原店・大森駅北口店・目黒駅前店などで発売された。
2007年11月から、熊本県（荒尾市を除く）のマクドナルドで「クォーターパウンダー・チーズ」、「ダブルクォーターパウンダー・チーズ」、「クォーターパウンダー・デラックス（2008年10月30日取扱終了）」、が地域限定商品として販売を開始し、期間限定商品で2008年7月には「クォーターパウンダー〜ベーコンバーベキュー〜」が、2008年9月には「クォーターパウンダー・月見」が同地域で販売された。
2008年11月1日から1ヶ月間限定で、「QUARTER POUNDER SHOP」と題したPR店舗による提供も行い、同年11月28日には、既に販売されている熊本県に加えて首都圏全域のマクドナルド店舗で販売が開始され、その後同年12月23日に大阪市内で「クォーターパウンダー」ブランドで販売された。そして2009年4月28日より全国のマクドナルド店舗（一部店舗を除く）で販売を開始。ただし、レシピは1978年に発売された同名商品とは異なっているという。この時のキャッチコピーは『日本のハンバーガーよ、もう遊びは終わりだ。』。
大阪での販売開始時には徹夜組を含め2000人余りの行列ができたが、時給1000円と商品代金を報酬として行列に並び購入するアルバイト、人材派遣企業のフルキャストなどがマクドナルドとマーケティング会社の依頼により1000人ほど募集した。日本マクドナルドはアルバイトの依頼はいわゆるサクラややらせではなく「モニター調査」としており、先行販売していた東京の2店舗でもアルバイトを依頼している。
2017年4月4日の「グラン」シリーズ販売開始に伴い、販売を終了した。

## 関連商品

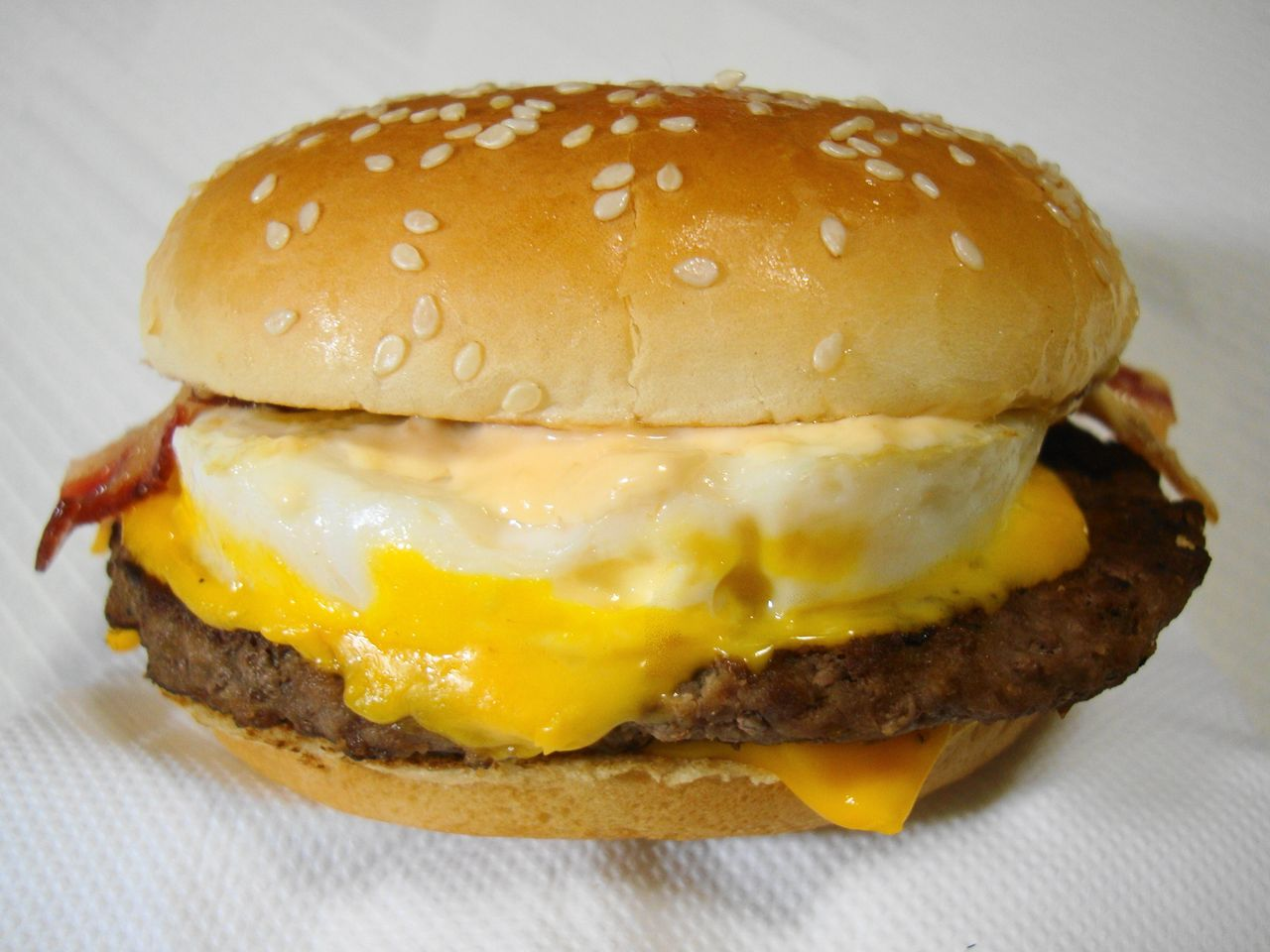
大月見バーガー

2010年1月より、クォーターパウンダーの1/4ポンドのビーフパティをベースとした期間限定メニューシリーズ「Big America」を展開し、「テキサスバーガー」「ニューヨークバーガー」「カリフォルニアバーガー」「ハワイアンバーガー」を順次発売。テキサスバーガーの発売初日には1日単位での売り上げが過去最高を記録した。
2010年8月から9月にかけて、「クォーターパウンダー・月見」と同様の商品が「大月見バーガー」として全国の店舗で発売された。2011年も9月9日から10月上旬まで発売された。
2011年1月から3月にかけて、「Big America」シリーズの続編として「Big America 2」を展開。この期間は「テキサス2バーガー」「アイダホバーガー」「マイアミバーガー」「マンハッタンバーガー」を順次発売。
2012年1月から3月にかけて、「Big America」シリーズ第3弾を展開。この期間は「グランドキャニオンバーガー」「ラスベガスバーガー」「ブロードウェイバーガー」「ビバリーヒルズバーガー」を順次発売。
2013年6月24日に、「クォーターパウンダーハバネロトマト」と「クォーターパウンダーBLT」が期間限定で販売された。イメージキャラクターにはサッカー選手の本田圭佑が起用され、渋谷の先行販売には1000人以上もの行列が出来た。
2013年7月6日、13日、20日に「クォーターパウンダージュエリー」が販売された。当時、未発表の商品をネットメディアが予想と称して取り上げ記事化し、その記事には予想の割りにかなり具体的な内容で関係者から情報を提供されたものと思われるほか、記事のタグに発売日や製品名のようなものまで書かれていた。